# Hayao Miyazaki
Hayao Miyazaki (宮崎駿, Miyazaki Hayao, født 5. januar 1941) er en japansk filminstruktør, animator og tegneserieskaber. Han begyndte at arbejde med tegnefilm i 1963 og har siden været med til at lave mange film.
Han leder i dag tegnefilmstudiet Studio Ghibli og er en af de største indenfor tegnefilm. Han står bag adskillige store animeproduktioner, deriblandt Min Nabo Totoro (1988), Princess Mononoke (1997) og den Oscarbelønnede Chihiro og heksene (2001). Hans nyeste film "Når Vinden Rejser Sig" udkom i 2013, og han hævder, at det er hans sidste.
Mange af Miyazakis film handler om menneskets forhold til natur og teknologi og konflikten mellem ambitioner og grådighed.
I modsætning til Disney-tegnefilm, er figurerne ofte ikke ensidigt gode eller onde, men har sammensatte personligheder.
Andre træk ved hans film er kvindelige hovedpersoner, komplicerede maskiner og flyvende maskiner.
Miyazaki blev født som nummer 2 af 4 brødre. Han blev født i bydelen Akebono-cho i Tokyos Bunkyö-ku distrikt.
Under 2. verdenskrig var Miyazakis far direktør for et firma, der lavede dele til jagerfly, og Miyazaki menes at have arvet sin fars interesse for luftfart.
Miyazakis mor var en meget intelligent kvinde, som ofte satte spørgsmålstegn ved de etablerede samfundsnormer.
Under Miyazakis barndom flyttede familien ofte på grund af moderens behandling for tuberkulose mellem 1947 og 1955. Filmen Min nabo Totoro handler om en familie med lignende problemer.
Omkring 1956 startede Miyazaki på Toyotama Gymnasium. Under sit 3. år så han den første farveanime i spillefilmslængde, Hakuja Den og begyndte derefter at interessere sig for animation, hvorefter han begyndte at lære at tegne mennesker. Indtil da havde han kun tegnet flyvemaskiner og krigsskibe.
Efter at havde afsluttet high school, begyndte Miyazaki på Gakushuin universitetet, hvor han læste statskundskab og økonomi. Han afsluttede sin uddannelse dér i 1963.
I april samme år fik Miyazaki arbejde hos Toei Animation som in-betweener på animéen Wanwan Chushingura. Kort efter sin ankomst førte han an i en arbejdskonflikt og i 1964 blev han fællestillidsmand på studiet.
I oktober 1965 blev Miyazaki gift med sin kollega Akemi Ota, der senere forlod arbejdsmarkedet for at passe deres 2 børn Gorō og Keisuke.
Gorō laver nu selv film hos Studio Ghibli. Hans første film Tales from Earthsea udkom i 2006.
Keisuke er en kunstner, der graverer i træ. Han har også lavet arbejde for Studio Ghibli.

## Film
I 1965 under arbejdet på Gulliver's Travels Beyond the Moon, mens Miazaki stadig arbejdede som in-betweener, mente han ikke at den originale slutning var god nok. Derfor foreslog han en anden slutning, som endte med at blive brugt.
I 1968 spillede Miyazaki en vigtig rolle som chief animator og concept artist i filmen Hols: Prince of the Sun, en anime som blev anset som en meget vigtig tegnefilm fordi den brød med Disney-traditionen indenfor tegnefilm. Instruktøren Isao Takahata, blev en meget nær samarbejdspartner i årene fremover.
Miyazakis første film som instruktør blev The Castle of Cagliostro i 1979. Filmen var en del af adventure/comedy franchisen Lupin III
Miyazaki instruerede sin anden film i 1984; det episke eventyr Nausicaä of the Valley of the Wind, som lagde fundamentet til hans senere film med temaer som miljøet, mangel på skurke i traditionel forstand, og hans fascination af luftfart. Det var den første film, han både instruerede og skrev. Filmen er baseret på en manga, skrevet af ham selv to år tidligere. Efter filmen blev en stor succes stiftede han sammen med Isao Takahata selskabet Studio Ghibli.
Miyazaki opnåede mere anerkendelse med de 3 første film hos Studio Ghibli
Laputa: The Castle in the Sky fra 1986 handler om 2 forældreløse børn der leder efter en magisk flyvende ø.
Min nabo Totoro fra 1988 er et eventyr om 2 piger og et magisk dyr.
Kiki's Delivery Service handler om en teenage-heks, der skal klare sig selv i storbyen.
I 1992 gik Miyazaki i den modsatte retning med hovedpersonen i filmen Porco Rosso, der i denne film er en voksen mand, en antifascistisk pilot transformeret til en antropomorfisk gris. Også denne film er en eventyrfilm. Den foregår i Italien i 1920'erne i et parallel-univers; et område med dusørjægere, piloter og luftpirater i luftdueller. Nogle ser denne film som et selvportræt af Miyazaki.
Miyazaki næste film kom 5 år senere i 1997. Det er den film, der af mange bliver anset som hans bedste, Princess Mononoke. Denne film handler om kampen mellem naturens ånder og det tidlige industri-samfund. I Japan blev filmen den mest indtjenende film gennem tiderne, indtil Titanic slog rekorden. Efter filmen besluttede Miyazaki sig for at gå på pension som instruktør.
Den selvvalgte pension stoppede efter en ferie med nogle venner, hvor deres datter blev inspirationen til Chihiro I filmen Chihiro og heksene. Det er en historie, der handler om om pige der skal klare sig selv i en åndeverden, efter at hendes forældre er forvandlet til grise. Hun får et arbejde på en badeanstalt, hvor hun skal betjene guder og ånder. Filmen blev den mest sete film i biograferne i Japan nogensinde, og dermed slog Titanics indtjeningsrekord i Japan.
Filmen vandt adskillige priser, deriblandt Guldbjørnen og en Oscar for bedste animationsfilm – som den første anime. Filmen kom også op i de danske biografer som den første af hans film.
Ved Venedig Film Festival i 2004 fik Det levende slot premiere, en film baseret på en bog af Diana Wynne Jones. Det var en film, som skulle have været instrueret af Mamoru Hosoda, men da han forlod projektet stod Miyazaki igen ved roret. I Japan blev den en stor økonomisk succes, ligesom de foregående. I 2005 fik filmen generel premiere i den vestlige verden og som Chihiro og heksene kom også denne film i de danske biografer.
I 2008 udkom Ponyo på klippen ved havet. Filmen handler om den 5-årige dreng Sosuke, som bliver gode venner med en guldfisk, han kalder Ponyo. Ponyo ønsker brændende at blive et menneske, men hendes far, som er troldmand i havet, gør alt for at undgå det. Det kunne godt se ud som om, at Hayao Miyazaki har fået inspiration of H. C. Andersens Den lille havfrue.
2010 blev året, hvor filmen Ariettys hemmelige verden fik premiere. I 2011 kom filmen Op på valmuebakken, og som den sidste kom i 2013 Vinden rejser sig, som havde premiere i Danmark i starten af 2014. Den nu 73-årige Miyazaki erklærede Når vinden rejser sig for sin sidste film. Filmen skiller sig ud fra de andre ved at være en biografisk fortælling om den dygtige japanske flydesigner Jiro Horikoshi. Den handler om Jiros passion for fly, hans arbejde på en af Japans førende flyfabrikker, hvor han bliver ansat i 1927, og ikke mindst han kærlighed til den tuberkulose-syge Nahoko.
Senest fik hans film Drengen og hejren premiere i Japan i sommeren 2023. Filmen havde international premiere på Toronto Filmfestival i september samme år og i Danmark i februar 2024. Filmen handler om drengen Mahito, der mister sin mor, og flytter på landet med sin far. Filmen er angiveligt inspireret af Miyazakis egen barndom.

## Filmografi
- Future Boy Conan, 1978 (tv-serie)
- The Castle of Cagliostro, 1979
- Nausicaä of the Valley of the Wind, 1984
- Laputa: The Castle in the Sky, 1986
- Min nabo Totoro, 1988
- Kiki - den lille heks, (Kiki's Delivery Service), 1989
- Porco Rosso, 1992
- On Your Mark, 1995
- Whisper of the Heart 1995
- Princess Mononoke, 1997
- Chihiro og heksene, 2001
- Det levende slot, 2004
- Ponyo på klippen ved havet, (Ponyo on the cliff by the sea) 2009
- Arrietty, 2010
- Kaze Tachinu, 2013